# أريان 5

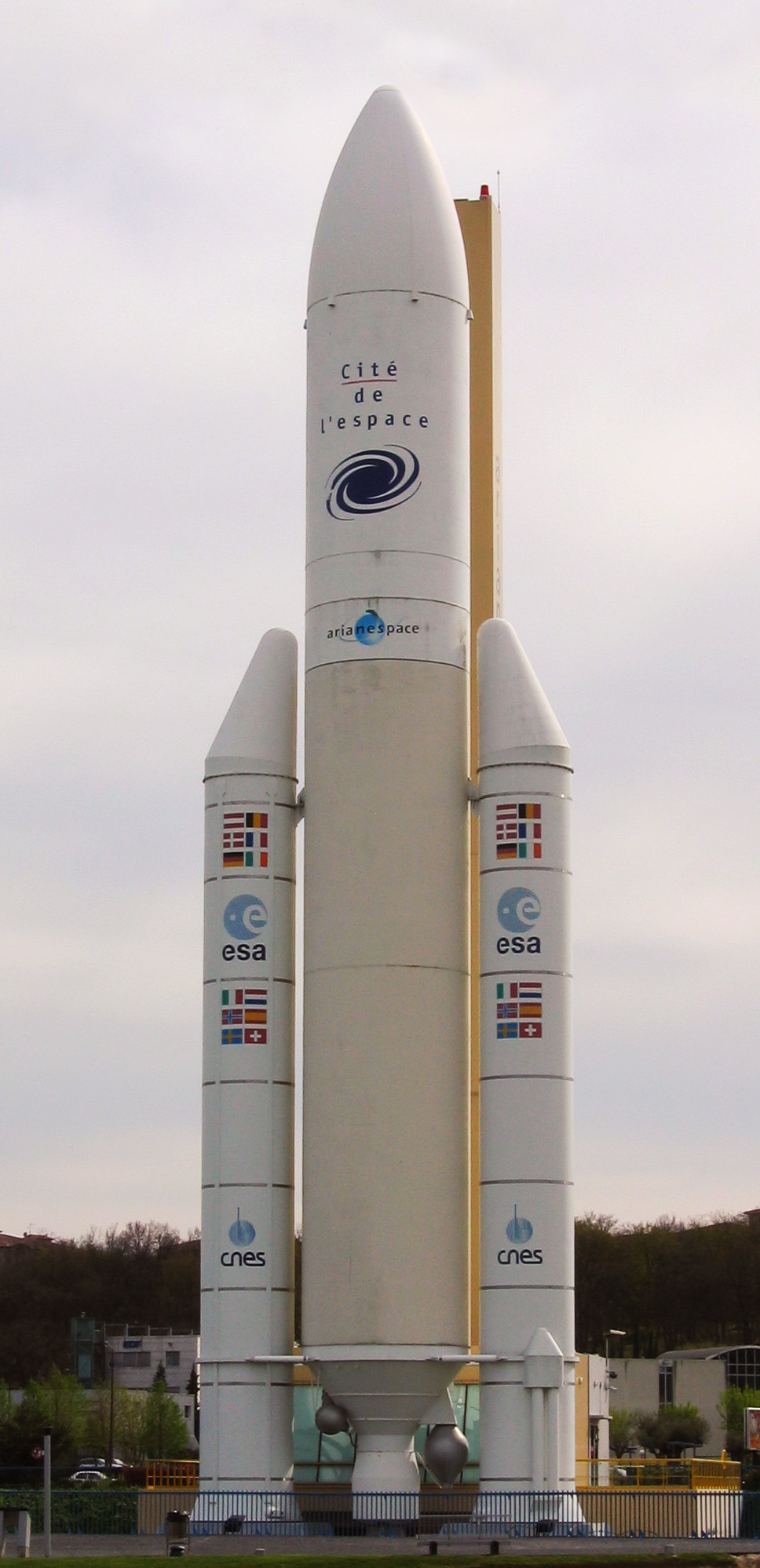

أريان 5 (بالإنجليزية: Ariane 5) هو صاروخ نقل استهلاكي يستعمل لنقل حمولة إلى مدار ثابت جغرافيا في الفضاء قريبا من الأرض أو إلى مدار حول الأرض. وتقوم وكالة الفضاء الأوروبية (ESA) والمركز القومي لأبحاث الفضاء (الفرنسي) ببناء صاروخ أريان 5. المتعهد الوحيد للصاروخ أريان 5 هو تجمع شركات أستريوم (Astrium) الذي
ينظم أعمال عدة من المصانع والشركات، وتقوم شركة أريان سبيس ببيع الصاروخ وإطلاقه من خلال برنامج أريان للصواريخ. وتقوم استريوم ببناء الصواريخ في أوروبا كما تتولى إدارة قاعدة الإطلاق الموجودة مركز جويانا للفضاء في جويانا الفرنسية بأمريكا الجنوبية.

## التقنية
طورت أريان 5 جي أساسا بغرض حمل المكوك هرمس الذي كان مخططا لحمل رواد فضاء، وتحتوي أريان 5 على الآتي:
- صاروخين لتعضيد الإطلاق يعملان بالوقود الصلب. يتكون كل واحد منهما من 3 أجزاء، وطول كل جزؤ 75و24 متر ويباغ قطر كل منهما 0و3 متر ويلغ سمك جدار الصاروخ 8 مليمتر، ويزود ب 238 طن من الوقود. والجزء العلوي من صاروخي التعضيد هو أقصر جزء ويصنع ويعبأ في كوليفيرو بإيطاليا. وتجرى تعبئة الجزئين التحتيين في القاعدة وقت الأطلاق.

وينتج الجزء العلوي من كل صاروخ تعضيد دفعا قويا في البدء، ينخفض معدله بسرعة بعد الإطلاق، فتبدأ كل من المرحلتين الوسطيتان العمل ثم الجزءان التحتيان الذين يعملون بنظام الاشتعال الوسطي الأسطواني حيث يشتعل فيهم الوقود من الداخل إلى الخارج على طول الجزئين.ويكون الأشتعال بطيئا أولا، ولكن يتزايد الدفع سريعا بسبب زيادة مساحة الاشتعال الداخلى بمرور الوقت.
عملت حتى 2004 شباكات معدنية (180 مشبك) لشبك الأجزاء ببعضها، قطر كل منها 24 مليمتر وأتمت حلقات من المطاط السدادت المحكمة بين الأجزاء. واستبدلت المشابك ابتداء من عام 2006 بلحام بواسطة فيض الإلكترونات يحكم السدادات.
وقد صممت صاروخي التعضيد بحيث أن يسير اشتعالهما طبقا لمنظومة معينة يبلغ متوسط دفعها 4400 كيلو نيوتن ترتفع إلى 6650 كيلونيوتن. وتبلغ مدة الاشتعال 130 ثانية وبعدها يلقى صاروخي التعضيد. ويتكون الوقود من 14 % من 3،1-بوتاديين و 18% مسحوق الألومنيوم وبركلورات الأمونيوم. وتصنع صواريخ التعضيد في شركة أيروسباس بمدين آوغسبورغ ألمانيا حيث تستخدم الفولاذ في صناعتهما، وتقوم بتطوير الإنتاج حاليا لاستخدام ألياف الكربون والتي تعد بخفض كبير في الوزن وتخفيض تكلفة الإنتاج. ومن أجل إجراء الفحوص على صاروخي التعضيد بعد الإطلاق تزود بعض الصواريخ من جهة القمة بنظام بمظلات يسمح باسترجاهعهما من المحيط.
- مرحلة رئيسية كبيرة EPC H158. مصنوعة من الألمونيوم خفيفة يبلغ وزنها نحو 5و12 طن، وسمك جدارها صغير بحيث لو نصبت فارغة لاتهارت عي نفسها حيث طولوها 30 متر وقطرها 4و5 متر ويمكنها احتواء 158 طن من الوقود. وتكتسب صلابتها بعد ملئها بالوقود وبغاز المضغوط. وتزود تلك المرحلة بمحرك صاروخي واحد، يُحْرِق الهيدروجين والأكسجين لمدة 605 ثانية ويعطي دفعا مفداره 1180 كيلو نيوتن، وهو لذلك لا يكفي وحده رفع الصاروخ من دون استخدام صاروخي التعضيد.

تقوم مصانع أستريومEADS Astrium Space Transportation بتصنيع المرحلة الرئيسية بفرنسا. ويقوم تجمع شركات أوروبية بتصنيع المحرك الصاروخي فولكان تحت إشراف الشركة الأوروبية لإنتاج المحركات SEP.

## عقود لتصنيع أريان 5
في 10 مايو 2004 ابرمت عقود لبناء 30 صاروخ من نوع أريان 5 (مجموعة إنتاج PA) تبلغ قيمتها الكلية 3 مليار يورو. سيعمل هذا العقد على خفض خطوات التصنيع بحيث يجعل الصاروخ أريان 5 ECA في وضع أحسن بالنسبة لمنافسيه من الصواريخ الروسية. وكان الإطلاق الثاني لأريان 5 ECA قد تم في 12 فبراير 2005 بنجاح.
كما تم التعاقد مع أريان سبيس  على هامش معرض باريس للطيران عام 2007 على طلب عددا إضافيا (35 من أريان 5) بحجم 4 مليارات يورو، (مجموعة إنتاج رقم PB)، على أن تبدأ الإنتاج نهاية 2010 بعد استخدام المجموعة الإنتاجية رقم PA.

## اقرأ أيضا

مقطع لصاروخ أريان 5.

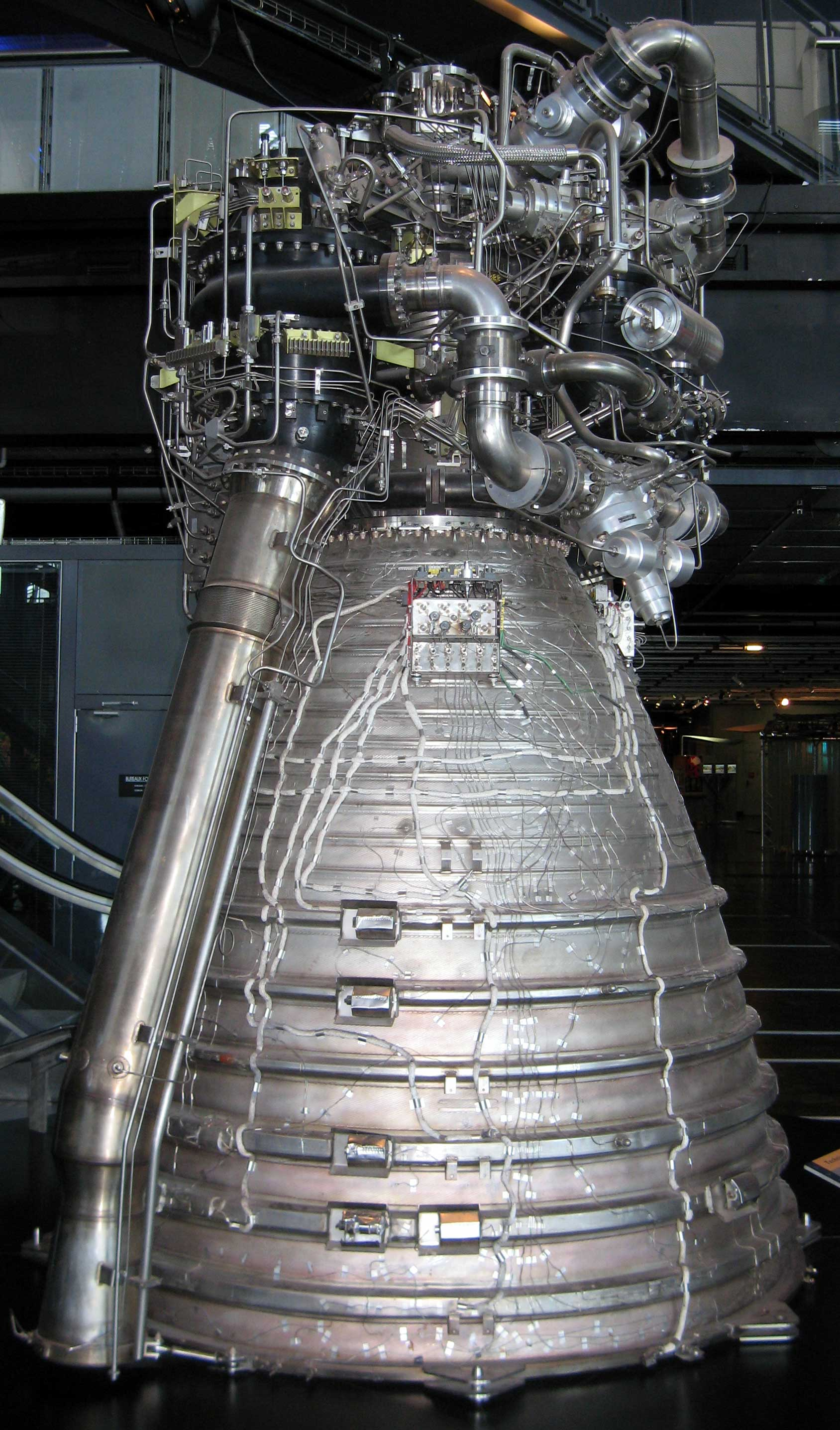
محرك صاروخي نوع فولكان.

- مركز جويانا للفضاء
- أريان 4